# Paragobiodon xanthosoma
Paragobiodon xanthosoma är en fiskart som först beskrevs av Pieter Bleeker 1852.  Paragobiodon xanthosoma ingår i släktet Paragobiodon och familjen smörbultsfiskar. Inga underarter finns listade i Catalogue of Life.